# Solex (informatica)
Solex è un'applicazione gratuita per computer che gestisce le dinamiche dei corpi che fanno parte dei Sistema solare. È stato sviluppato da Aldo Vitagliano, professore di chimica inorganica all'università Federico II di Napoli. 

Il Solex  è propriamente un generatore di effemeridi dei corpi del sistema solare, compresi gli asteroidi, in grado di predire la loro posizione a svariati millenni da quella attuale mantenendo una precisione nei risultati eguagliabile al generatore online Horizons della NASA, del JPL e dell'Astronomical Almanac della U.S. Navy.

## Programmazione
Il programma è scritto in BASIC per PowerBasic Console Compiler 3.0. Le funzioni grafiche sono implementate attraverso gli addon Console Tool e Graphics per PowerBasic.